# Chimonanthus praecox
Chimonanthus praecox là một loài thực vật có hoa trong họ Calycanthaceae. Loài này được (L.) Link miêu tả khoa học đầu tiên năm 1822.